# Îles Vierges des États-Unis aux Jeux olympiques d'été de 2020
Les Îles Vierges des États-Unis participent aux Jeux olympiques d'été de 2020 à Tokyo. Il s'agit de leur 13e participation aux Jeux d'été.

## Athlètes engagés
| Sport       | Hommes | Femmes | Total |
| ----------- | ------ | ------ | ----- |
| Athlétisme  | 1      | 0      | 1     |
| Natation    | 1      | 1      | 2     |
| Tir à l'arc | 1      | 0      | 1     |
| Total       | 3      | 1      | 4     |

## Résultats

### Athlétisme
Ebrima Camara bénéficie lui d'une place au nom de l'universalité des Jeux. 
| Athlète      | Épreuve              | Séries  | Séries | Demi-finales | Demi-finales | Finale  | Finale  |
| Athlète      | Épreuve              | Temps   | Rang   | Temps        | Rang         | Temps   | Rang    |
| ------------ | -------------------- | ------- | ------ | ------------ | ------------ | ------- | ------- |
| Eddie Lovett | 110 m haies masculin | 14 s 17 | 7e     | Éliminé      | Éliminé      | Éliminé | Éliminé |

### Natation
Deux nageurs, même s'ils n'ont pas atteint les minima pour être qualifié directement, ont réussi toutefois à atteindre les temps de selections.
| Athlète      | Épreuve      | Séries        | Séries | Demi-finales | Demi-finales | Finale  | Finale  |
| Athlète      | Épreuve      | Temps         | Rang   | Temps        | Rang         | Temps   | Rang    |
| ------------ | ------------ | ------------- | ------ | ------------ | ------------ | ------- | ------- |
| Adriel Sanes | 100 m brasse | 1 min 2 s 43  | 42e    | Éliminé      | Éliminé      | Éliminé | Éliminé |
| Adriel Sanes | 200 m brasse | 2 min 16 s 87 | 33e    | Éliminé      | Éliminé      | Éliminé | Éliminé |

| Athlète         | Épreuve          | Séries        | Séries | Demi-finales | Demi-finales | Finale   | Finale   |
| Athlète         | Épreuve          | Temps         | Rang   | Temps        | Rang         | Temps    | Rang     |
| --------------- | ---------------- | ------------- | ------ | ------------ | ------------ | -------- | -------- |
| Natalia Kuipers | 400 m nage libre | 4 min 39 s 42 | 26e    | Non disputé  | Non disputé  | Éliminée | Éliminée |

### Tir à l'arc
Nicholas D'Amour bénéficie d'une invitation tripatite de la part de la fédération internationale après avoir fait partie d'un programme d'athlètes résidents au World Archery Excellence Centre.
| Athlète          | Compétition | Tour préliminaire | Tour préliminaire | 1er tour          | 2e tour          | 3e tour          | Quarts de finale | Demi-finales     | Finale / 3e place | Finale / 3e place |
| Athlète          | Compétition | Score             | Rang              | Adversaire Score  | Adversaire Score | Adversaire Score | Adversaire Score | Adversaire Score | Adversaire Score  | Rang              |
| ---------------- | ----------- | ----------------- | ----------------- | ----------------- | ---------------- | ---------------- | ---------------- | ---------------- | ----------------- | ----------------- |
| Nicholas D'Amour | Hommes,     | 660               | 23e               | Tyack Défaite 5-6 | Éliminé          | Éliminé          | Éliminé          | Éliminé          | Éliminé           | Éliminé           |